# 홍콩 소방처
홍콩 소방처(중국어: 香港消防處, 영어: Hong Kong Fire Services Department, HKFSD)는 영국 식민지 정부의 홍콩 정청과 현재 홍콩 특별행정구 정부가 설치한 소방조직이다.

## 같이 보기
- 마카오 소방국
- 홍콩 경무처